# Аргентинська національна обсерваторія
Аргентинська національна обсерваторія, також Астрономічна обсерваторія Кордови (ісп. Observatorio Astronómico de Córdoba) — астрономічна обсерваторія, заснована 1871 року в місті Кордова, в однойменній провінції Аргентини. У 1942 році на базі обсерваторії була створена Астрофізична станція Боске-Алегре. З 1955 року обсерваторія входить до складу Національного університету Кордови.

## Керівники обсерваторії
- 1871—1885 — Бенджамін Гулд
- 1885—1908 — Джон Макон Тоум
- 1908—1909 — Елеодоро Сарм'єнто
- 1909—1936 — Чарльз Перрайн
- 1936—1937 — Фелікс Агілар
- 1937—1940 — Хуан Хосе Ніссен
- 1940—1947 — Енріке Гавіола
- 1947—1951 — Рікардо Плачек
- 1951—1953 — Хорхе Бобоне
- 1953—1955 — Хорхе Сааде
- 1955—1956 — Хорхе Бобоне
- 1956—1957 — Енріке Гавіола
- 1957—1960 — Лівіо Граттон
- 1960—1971 — Хорхе Ланді Дессі
- 1971—1972 — Хосе Луїс Сершич
- 1972—1973 — Луїс Амбросіо Мілоне
- 1973—1976 — Роберто Фелікс Сістеро
- 1976 — Карлос Фуркаде
- 1976—1982 — Луїс Амбросіо Мілоне
- 1982—1983 — Хосе Луїс Сершич
- 1984—1995 — Густаво Карранса
- 1995—1998 — Хуан Хосе Кларія Ольмедо
- 1998—2002 — Густаво Карранса
- 2002—2005 — Луїс Амбросіо Мілоне
- 2005—2011 — Еміліо Лапассет
- 2011—2017 — Дієго Расія Ламбас
- 2017—2021 — Мануель Мерчан
- 2021—донині — Мерседес Гомес

## Історія
Аргентинська національна обсерваторія заснована 24 жовтня 1871 року аргентинським президентом Домінго Фаустіно Сарм'єнто й американським астрономом Бенджаміном Гулдом. Нині обсерваторія має назву Астрономічна обсерваторія Кордови. Зі створенням цієї обсерваторії починається історія астрономічних досліджень в Аргентині.

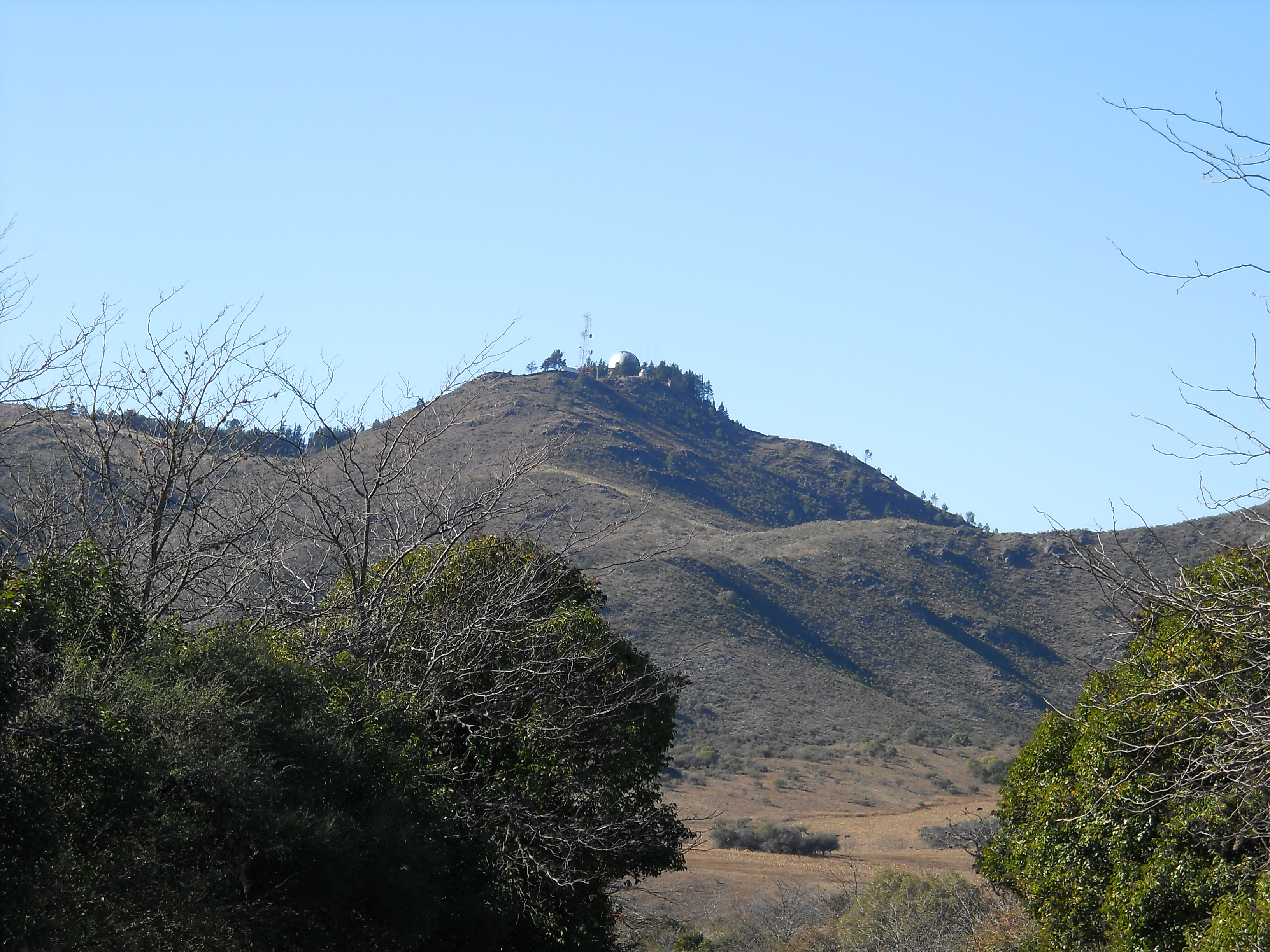
Вид на Астрофізичну станцію Боске-Алегре з низини

Коли майбутній президент Сарм'єнто представляв свою країну у Сполучених Штатах, він мав можливість зустрітись із астроном-новатором Бенджаміном Гулдом, який був украй зацікавлений у подорожі в Аргентину з метою вивчення зірок південної півсфери. Після вступу на посаду президента Аргентини Сарм'єнто у 1869 році запросив до своєї країни видатного астронома для забезпечення умов створення нової обсерваторії. Гулд приїхав у Буенос-Айрес 1870 року й у першу ж ніч почав спостереження ще неозброєним оком, а потім за допомогою бінокля. На підставі цих найпростіших спостережень він склав карту південного неба з 7000 зірок під назвою «Uranometría Argentina».
5 липня 1942 року почала працювати «Астрофізична станція Боске-Алегре», розташована за 40 км на захід міста Кордова. Дана обсерваторія отримала код Центру малих планет «821». Основним телескопом цієї обсерваторії є 60-дюймовий рефлектор (154-см), створений у Кливленді, штат Огайо, США у 1922 році, а 20-метровий купол для цього інструменту був зведений у 1928 році.

## Інструменти обсерваторії
- Меридіанний круг (у 19 столітті)
- 154-см рефлектор від фірми «Warner & Swasey» (США), виготовлений у 1922 році.

## Напрямки досліджень
- Раніше:

- Створення каталогів зірок
- Фотографічні роботи
- Відкриття й астрометрія астероїдів
- Служба часу
- Метеорологія — національна метеорологічна служба була утворена з метеорологічної служби обсерваторії
- Геодезія

- Нині:

- Фотометрія (астероїдів)
- Спектроскопія

## Основні досягнення
- «Uranometría Argentina» — перша праця, опублікована в обсерваторії. Карта південної небесної півсфери з 7000 зірок
- «Catálogo de Zonas» (1884) — каталог 70 000 зірок південної півсфери
- «Argentinian General Catalog» — каталог 35 000 зірок південної півсфери з високою точністю координат
- «Fotografías Cordobesas» (1897) — один з перших фотографічних оглядів зіркового неба у світі, і перший для південної півсфери
- «Córdoba-Durchmusterung» (1908) — каталог, що розширив Боннський огляд на всю небесну сферу, який додав 500 000 зірок.
- Участь у проекті фотографічного огляду всього неба «Carte du Ciel»
- Участь у проекті визначення астрономічної одиниці за високоточними астрометричними спостереженнями астероїда (433) Ерос
- Участь у проекті «Джеміні (обсерваторія)»
- Спільна робота з обсерваторією Астрономічний комплекс Ель-Леонсіто
- 2228 астрометричних вимірювання опубліковано з 1885 до 1986 року за результатами спостережень на Кордовській астрономічній обсерваторії (код обсерваторії «822»)[1]
- Відкриття комети C/1963 R1 (Перейри)

## Адреса обсерваторії
- Observatorio Astronómico, Universidad Nacional de Córdoba, Laprida 854, X5000BGR Córdoba, ARGENTINA. Код Центру малих планет «822» — 31°25′15″ пд. ш. 64°11′55″ зх. д. / 31.42083° пд. ш. 64.19861° зх. д., висота над рівнем моря 424 метри
- «Астрофізична станція Боске-Алегре» («Estación Astrofísica de Bosque Alegre»). Код Центру малих планет «821» — 31°35′54″ пд. ш. 64°32′58″ зх. д. / 31.59833° пд. ш. 64.54944° зх. д., висота над рівнем моря 1250 метрів